# Bandera de la Rebel·lió Àrab

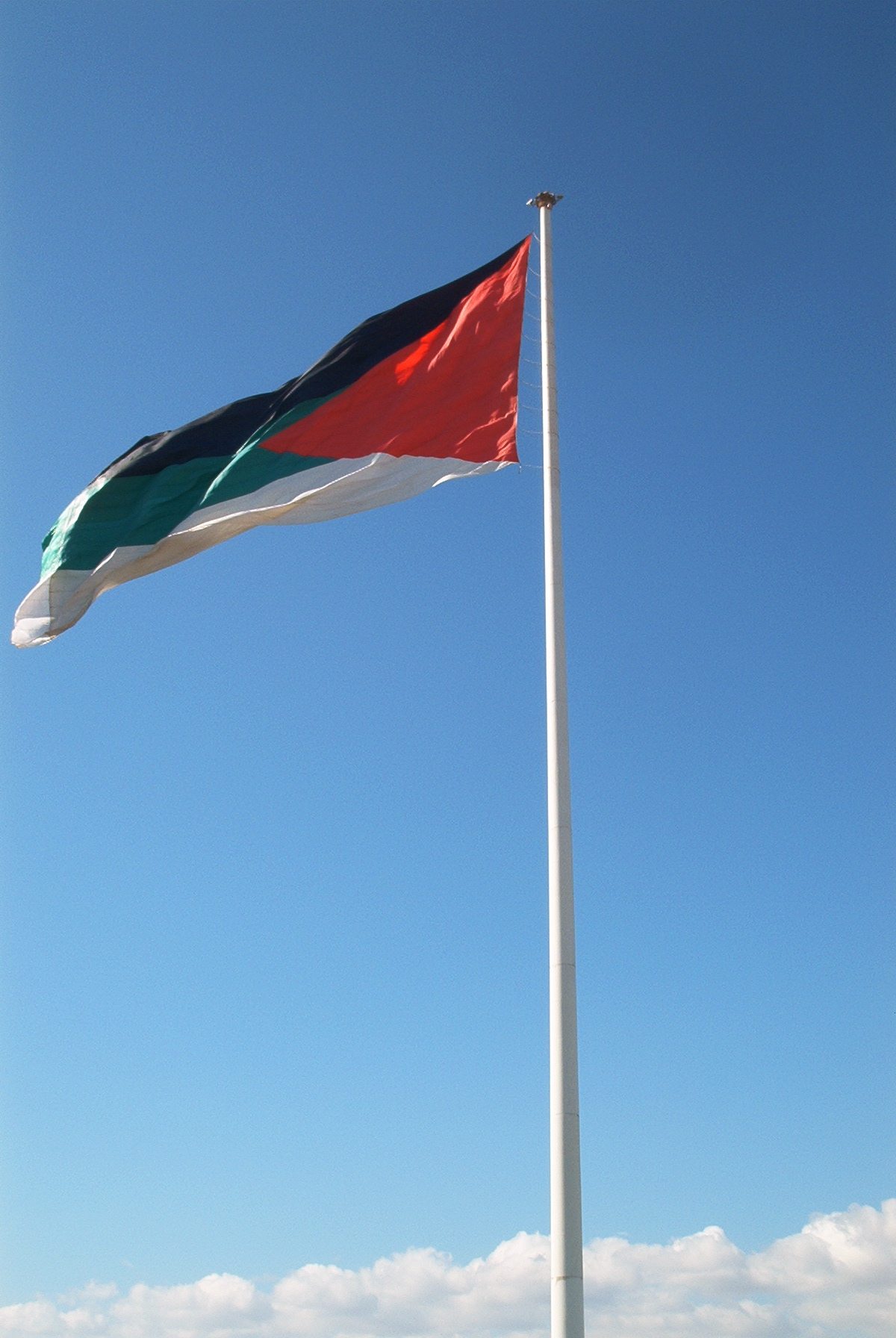
La bandera de la Rebel·lió Àrab - Àqaba, 2006

La Bandera de la Rebel·lió Àrab era una bandera utilitzada pels nacionalistes àrabs durant la Rebel·lió Àrab contra l'Imperi Otomà durant Primera Guerra Mundial.

## Història

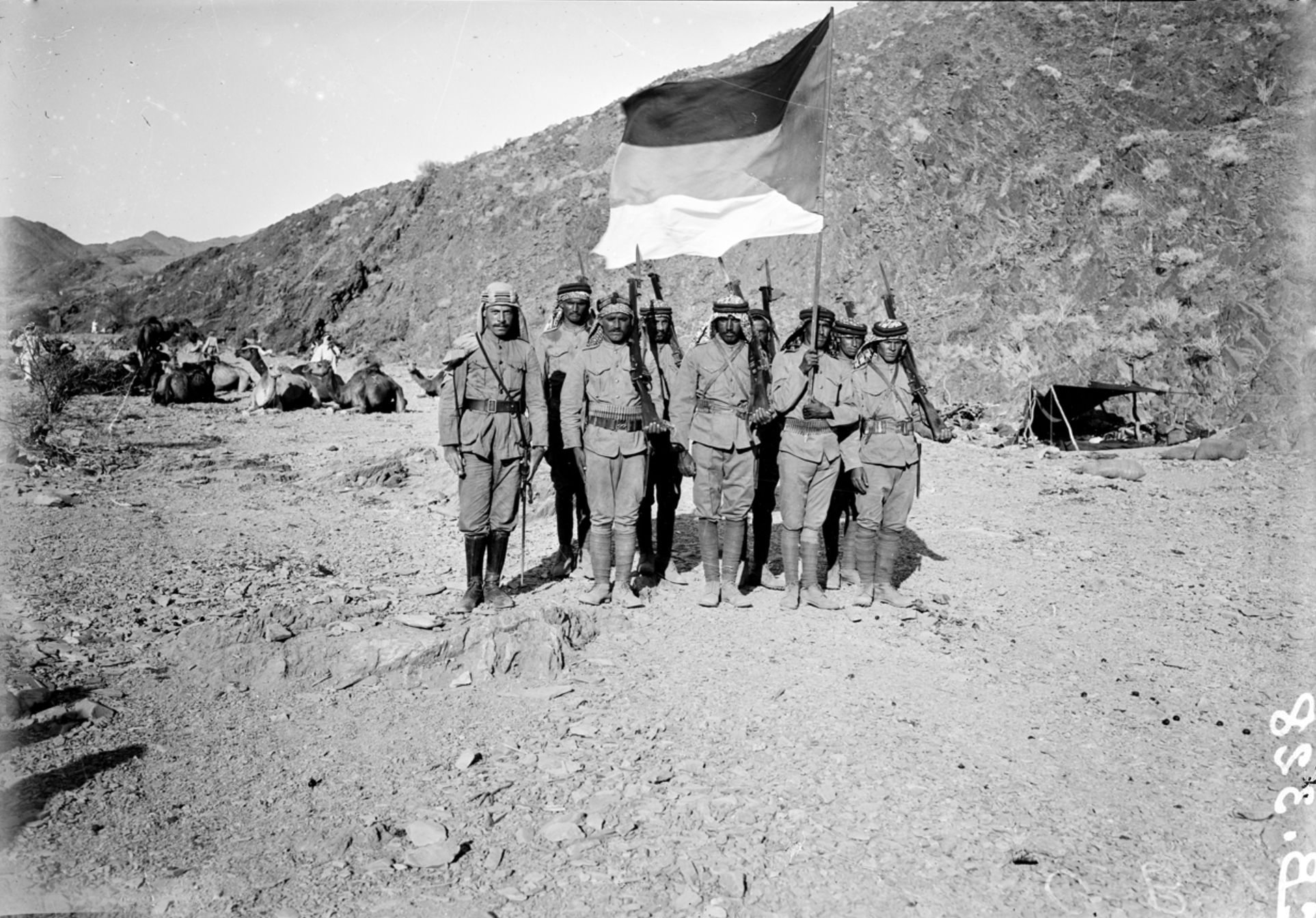
Soldats de l'exèrcit àrab durant la Rebel·lió Àrab de 1916–1918. Estan portant la bandera de la Rebel·lió Àrab al desert aràbic.

La bandera va ser dissenyada pel diplomàtic britànic Mark Sykes, en un esforç per crear un sentiment nacionalista i donar impuls a la rebel·lió. Tot i que la Revolta Àrab era d'abast molt limitat i més concentrada en els britànics que en els àrabs en si, la bandera va influir sobre les banderes nacionals d'un nombre emergent d'estats àrabs després de la Primera Guerra Mundial. Les banderes inspirades en la de la rebel·lió inclouen les d'Egipte, Jordània, Iraq, Kuwait, Sudan, Síria, els Emirats Àrabs Units, Iemen, Palestina, Somalilàndia, la República Àrab Saharaui Democràtica i Líbia.
La posició dels colors horitzontals representen els califats abbàsida (negre), omeia (blanc) i fatimita (verd). El triangle vermell refereix a la dinastia haiximita.
Existeix una versió de la bandera amb les dimensions 60 m × 30 m versió de la bandera, hissada al sissè pal més alt del món, a Àqaba.

## Descripció
La bandera conté els quatre colors panàrabs: negre, blanc, verd i vermell. Hi ha tres barres horitzontals: negre, verd, i blanc, de dalt a baix de la bandera. Hi ha també un triangle vermell en el costat de l'asta.